# エド・スタッフォード
エドワード・ジェームス・"エド"・スタッフォード（Edward James "Ed" Stafford、1975年12月26日 - ）は、イギリスの探検家。人類史上初めてアマゾン川の全長を踏破したことでギネス世界記録を保持している。

## 人物

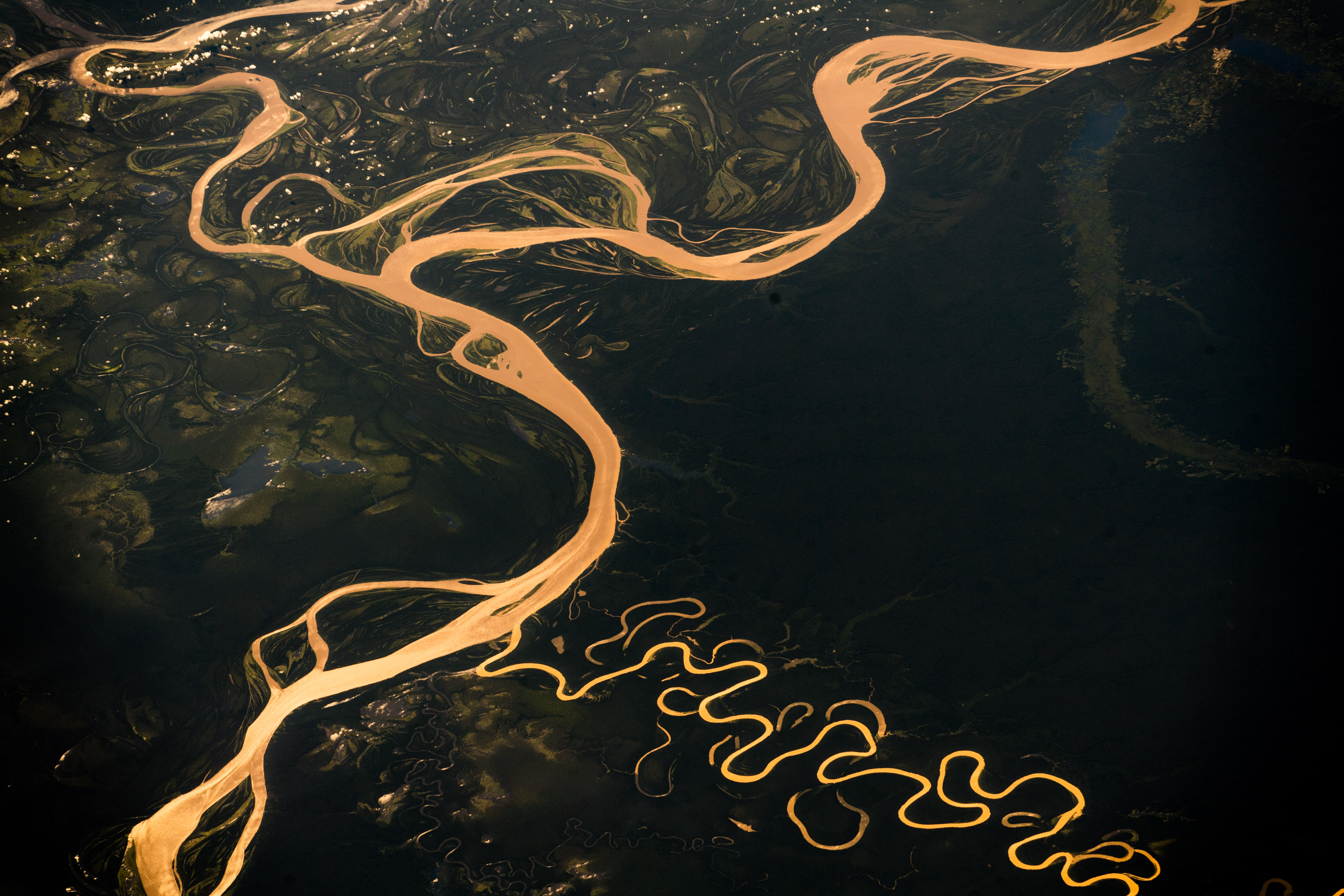
アマゾン川（2018年）

イングランドのケンブリッジシャー州ピーターバラ生まれレスターシャー育ち。赤ん坊のうちにレスターシャーで事務弁護士を営むジェレミーとバーバラ・スタッフォード夫妻の養子となった。1998年にイギリス陸軍に入隊すると、デヴォンシャー・アンド・ドーセット連隊に歩兵士官として配属された。2000年の北アイルランドを巡る作戦に従事したのち、2002年には大尉として陸軍を去った。2010年のアマゾン川遠征の後、スタッフォードは生物学上の両親を探し始めた。これには妹のジャニーが協力して追跡を行った。スタッフォードは彼の生物学上の家族を探す理由を「このようなことにはいつも混み入った人間関係が背景にあります。私は私を生んだ家族を探しています。私の人生においての新しい両親を必要としているわけではありません。これは単に知りたいというだけなのです。」と語った。彼の生物学上の家族から、彼に二人の弟がいると知らされた。スタッフォードはアッピンガムにおいてアッピンガムスクールを卒業し、レスターシャーではカブ・スカウト及びボーイスカウトとして活動した。スタッフォードはこれが彼の育った環境において探検隊の隊長としての人生へと彼を導いた重要な要素であると考えている。
2010年8月9日、スタッフォードはアマゾン川全長を踏破した最初の人間となり、その様子はドキュメント『アマゾン川を歩く』（Walking the Amazon） シリーズとしてチャンネル5でTV放送された。スタッフォードの探検は2008年4月2日に友人であったルーク・コリヤー（Luke Collyer） と共にペルーの南部沿岸より始まった。三か月後にコリヤーが去ると、スタッフォードはガディエル・"チョー"・サンチェス・リベラと共にその旅を完了させることとなった。この旅はいくつかの慈善団体のために始められたものであった。
2009年5月には、王立地理学会が発行する雑誌『ジオグラフィカル』の表紙を飾った。
2010年4月、スタッフォードは2008年4月より歩きはじめた2年の苦難を踏破した。この年の5月にはダイアン・ソイヤーのABCニュースの番組『今週の人物（Person of the Week）』に取り上げられている。
スタッフォードの成果である『アマゾン川を歩く』はラヌルフ・ファインズ卿により「本当に素晴らしい…過去から現在までの遠征隊の中で頂点に位置する」と評された。スタッフォードはナショナル・ジオグラフィック2010年の年間冒険者賞の一人として発表された。またのちには、2011年5月のスウェーデンのストックホルムでの授賞式において、ヨーロッパ年間冒険者賞を受賞している。
2011年にギネス世界記録にスタッフォードの実績が公式に認定されたことにより、2012年のギネスブックからは彼の名前が載せられている。この2011年にはまた探検を通じた地理学への屈指の貢献により王立スコットランド地理学会よりムンゴ・パークメダルも送られているが、2014年にスコットランドのパースで行われたイベントまで明らかにはしていなかった。
2012年8月、スタッフォードはディスカバリー・コミュニケーションズから委託され、3部からなるサバイバル体験番組をディスカバリー・チャンネルの為に撮影した。これはスタッフォードが太平洋にある熱帯の無人島であるオロルア島（南緯18度36分19秒 西経178度45分15秒 / 南緯18.60528度 西経178.75417度）に食糧や道具などの手助け無しで置き去りにされ、60日間のサバイバル生活をするものであった。2013年5月よりイギリスにおいて『ザ・秘境生活』（Ed Stafford: Naked and Marooned）がディスカバリー・チャンネルにおいて放送され、同年の4月にはアメリカで（アメリカ版の）『ザ・無人島生活』（Naked Castaway）が放送されている。60日間の孤独な生活を記録したスタッフォードの本は、2014年7月にイギリスにおいてVirgin Booksより出版され、アメリカ向けには2014年9月にPenguin Booksより出版されている。
これによりスタッフォードはディスカバリー・チャンネルの顔ともいえる存在となり、彼自身が手掛ける『ザ・秘境生活』シリーズがヨーロッパ及びアメリカのディスカバリー・チャンネルより委託された。 2015年8月からは、新シリーズである秘境ハンターが放送された。
2015年10月、スタッフォードはオーストラリアのノーザンテリトリーにある山頂において、イギリスの探検家であるラウラ・ビンガムと婚約した。

## プリンス熱帯雨林プロジェクト
2009年8月より、スタッフォードは王子の熱帯雨林プロジェクトのために、隔週でブログを始めた。このブログは自身のウェブサイトと異なり、特に子供と学校に向けて作成されている。

## 関連事項
- ベア・グリルス---元英国陸軍士官で冒険家（ディスカバリーチャンネルでサバイバル術を伝授)